# ジェレミー・セツール
ジェレミー・セツール（Jerremy Cettour、1867年12月23日 - 1962年9月22日）は、フランスの神父、パリ外国宣教会に所属していた。来日し、山口、堺などで66年間宣教した。

## 生涯
1867年（慶応3年）12月23日フランスのレマン湖のほとりにある上サボアのアンシネー教区ポンヌボー村の農家の家庭に誕生。メランの小神学校を経てアンネシーの大神学校に進学。1894年（明治27年）助祭になり、パリ外国宣教会入会。1895年（明治28年）6月30日司祭叙階。同年12月マルセイユを出航。1896年（明治29年）1月16日に神戸上陸。大阪の川口教会でワスロン司教から日本語を学び始める。ほどなく司教死去。シャトロン新司教就任ののち同年10月岡山に移る。さらに1年間日本語学習。その後、山口と下関の主任司祭となる。以後25年間布教。山口教会の先任者ヴィリヨン神父が萩に伝道中であったが、山口の聖堂建築資材として神社の廃木を購入してくれた。これを用いて家を建て、8畳1間で20年間過ごした。下関、三田尻、徳山で布教。そののち山口教会の隣接地と古寺の材木を購入して教会を拡張し、司祭館を別に設置。1923年（大正12年）山口は広島教区所管となり、イエズス会に委任された。岸和田教会に転任。1年後、津にいたプイサン神父が岸和田教会に帰任したため、カスタニエ大阪司教より堺に教会を創設する命令を受けた。今の堺教会の敷地千坪を入手。1924年（大正13年）堺教会開設。1932年（昭和7年）日本視察中、堺教会に立ち寄ったパリ外国宣教会総長ド・ゲブリアン司教より5,000円を受け取り、幼稚園設立。1948年（昭和24年）西宮市のカルメル会付きの司祭に転任。1955年（昭和30年）6月30日司祭叙階60年のダイヤモンド祝賀祭が神戸の中山手教会で行われた。1958年（昭和33年）老衰のため神戸須磨の聖ヨハネ修院に迎えられる。1962年（昭和37年）9月22日神戸の聖ヨハネ修道院にて死去。神戸の修法ヶ原外国人墓地に埋葬。

## 著書
- 現時問題の解決 敎學研鑽和佛協會、1914年